# Campeonato de Primera B 1996-97 (Argentina)
El Torneo Primera B 1996-97 fue la LXIV edición del campeonato de Primera B del fútbol argentino en el orden de los clubes directamente afiliados a la AFA. Dio comienzo el 7 de septiembre de 1996 y finalizó el 16 de agosto de 1997. Fue disputado por 18 equipos.
Los nuevos equipos participantes fueron, desde la Primera C, los ascendidos Atlético Campana y Leandro N. Alem, campeón y ganador del segundo ascenso, así como Ferrocarril Midland y San Telmo, que ascendieron desde la misma categoría a través de un Torneo Reclasificatorio. Y desde el Nacional B el descendido Tigre, que perdió la categoría en otro Torneo Reclasificatorio disputado entre equipos de dicha divisional y de la Primera B.
El campeón fue Defensa y Justicia que venció en la final por el primer ascenso a Tristán Suárez, mientras que el segundo ascenso fue para San Miguel que ganó el torneo reducido al vencer en la final a Dock Sud y ascendió a la Primera B Nacional.

## Ascensos y descensos
| Posición | Descendido de la Primera B 1995-96 |
| -------- | ---------------------------------- |
| 18.º     | Defensores de Cambaceres           |

| Posición         | Ascendidos de la Primera C 1995-96 |
| ---------------- | ---------------------------------- |
| Campeón          | Atlético Campana                   |
| Seg. Asc.        | Leandro N. Alem                    |
| Reclasificatorio | Midland                            |
| Reclasificatorio | San Telmo                          |

| Posición         | Ascendidos a la Primera B Nacional 1996-97 |
| ---------------- | ------------------------------------------ |
| Campeón          | Deportivo Italiano                         |
| Gan. Red.        | Estudiantes (BA)                           |
| Reclasificatorio | Almagro                                    |
| Reclasificatorio | Sarmiento de Junín                         |
| Reclasificatorio | Temperley                                  |

| Posición | Descendido del Nacional B 1995-96 |
| -------- | --------------------------------- |
| 22.º     | Tigre                             |

- De esta manera, el número de equipos se redujo a 18.

## Equipos participantes
| Equipo                 | Localidad            | Estadio                    | Capacidad |
| ---------------------- | -------------------- | -------------------------- | --------- |
| Argentino              | Rosario              | José Martín Olaeta         | 6800      |
| Argentino de Quilmes   | Quilmes              | Argentino de Quilmes       | 7000      |
| Atlético Campana       | Campana              | Coliseo de Mitre y Puccini | 12.000    |
| Colegiales             | Munro                | Libertarios Unidos         | 8500      |
| Defensa y Justicia     | Florencio Varela     | Norberto Tomaghello        | 18.000    |
| Defensores de Belgrano | Buenos Aires         | Juan Pasquale              | 9000      |
| Defensores Unidos      | Zárate               | Gigante de Villa Fox       | 6500      |
| Deportivo Armenio      | Ingeniero Maschwitz  | Armenia                    | 10.500    |
| Deportivo Laferrere    | Laferrere            | Ciudad de Laferrere        | 18.000    |
| Dock Sud               | Dock Sud             | De Los Inmigrantes         | 5000      |
| El Porvenir            | Gerli                | Gildo Ghersinich           | 14.000    |
| Ferrocarril Midland    | Libertad             | Ciudad de Libertad         | 4000      |
| Leandro N. Alem        | General Rodríguez    | Leandro N. Alem            | 3500      |
| San Miguel             | San Miguel           | Malvinas Argentinas        | 6800      |
| San Telmo              | Dock Sud             | Dr. Osvaldo Baletto        | 5500      |
| Talleres               | Remedios de Escalada | Talleres                   | 15.000    |
| Tigre                  | Tigre                | José Dellagiovanna         | 26.282    |
| Tristán Suárez         | Tristán Suárez       | 20 de Octubre              | 15.000    |

### Distribución geográfica de los equipos
| Región                                   | Cant. | Equipos |
| ---------------------------------------- | ----- | --- |
| Conurbano bonaerense                     | 13    | Argentino de Quilmes, Colegiales, Defensa y Justicia, Deportivo Armenio, Deportivo Laferrere, Dock Sud, El Porvenir, Ferrocarril Midland, San Miguel, San Telmo, Talleres, Tigre y Tristán Suárez |
| Interior de la provincia de Buenos Aires | 3     | Atlético Campana, Defensores Unidos y Leandro N. Alem |
| Ciudad de Buenos Aires                   | 1     | Defensores de Belgrano |
| Ciudad de Rosario                        | 1     | Argentino |

## Formato

### Competición
Se disputaron dos torneos: Apertura y Clausura. En cada uno de ellos, los 18 equipos se enfrentaron todos contra todos. Ambos se jugaron a una sola rueda. Los partidos disputados en el Torneo Clausura representaron los desquites de los del Torneo Apertura, invirtiendo la localía.
Si el ganador de ambas fases era el mismo equipo, sería el campeón. En cambio, si los ganadores del Apertura y el Clausura eran dos equipos distintos disputarían una final a dos partidos para determinarlo. En el primer caso, el equipo mejor ubicado en la tabla general (excluyendo al campeón) o el perdedor de la final, en el segundo caso, clasificaría a las semifinales del Torneo reducido.
Por otra parte, los seis equipos que, al finalizar la disputa, ocuparon los primeros puestos de la tabla general de la temporada (excluyendo al campeón y al clasificado a las semifinales) clasificaron a los cuartos de final del Torneo reducido.

### Ascensos
El equipo que ganó la final entre los ganadores del Apertura y el Clausura se coronó campeón y obtuvo el primer ascenso a la Primera B Nacional, mientras que el ganador del Torneo reducido logró el segundo ascenso.

### Descensos
El promedio se calculaba sumando los puntos obtenidos en la fase regular de los torneos de 1994/95, 1995/96 y 1996/97, considerando que los triunfos valían dos puntos en lugar de tres, como ocurrió a partir del campeonato anterior, dividiendo por estas 3 temporadas. Los equipos que ocuparon los dos últimos lugares de la tabla de promedios descendieron a la Primera C.

## Torneo Apertura
| Pos | Equipo               | Pts | PJ | PG | PE | PP | GF | GC | Dif |
| --- | -------------------- | --- | -- | -- | -- | -- | -- | -- | --- |
| 1º  | Tristán Suárez       | 34  | 17 | 10 | 4  | 3  | 26 | 17 | 9   |
| 2º  | Tigre                | 30  | 17 | 9  | 3  | 5  | 27 | 18 | 9   |
| 3º  | Defensa y Justicia   | 29  | 17 | 7  | 8  | 2  | 21 | 15 | 6   |
| 4º  | El Porvenir          | 28  | 17 | 7  | 7  | 3  | 20 | 15 | 5   |
| 5º  | San Miguel           | 26  | 17 | 7  | 5  | 5  | 20 | 13 | 7   |
| 6º  | Argentino de Rosario | 26  | 17 | 6  | 8  | 3  | 20 | 15 | 5   |
| 7º  | Leandro N. Alem      | 26  | 17 | 6  | 8  | 3  | 15 | 10 | 5   |
| 8º  | Deportivo Laferrere  | 24  | 17 | 6  | 6  | 5  | 17 | 15 | 2   |
| 9º  | San Telmo            | 22  | 17 | 5  | 7  | 5  | 16 | 17 | -1  |
| 10º | Dock Sud             | 20  | 17 | 5  | 5  | 7  | 20 | 28 | -8  |
| 11º | Deportivo Armenio    | 18  | 17 | 4  | 6  | 7  | 18 | 17 | 1   |
| 12º | Atlético Campana     | 18  | 17 | 3  | 9  | 5  | 12 | 17 | -5  |
| 13º | Def. de Belgrano     | 18  | 17 | 3  | 9  | 5  | 17 | 22 | -5  |
| 14º | Defensores Unidos    | 18  | 17 | 4  | 6  | 7  | 13 | 20 | -7  |
| 15º | Argentino de Quilmes | 17  | 17 | 3  | 8  | 6  | 18 | 20 | -2  |
| 16º | Colegiales           | 17  | 17 | 3  | 8  | 6  | 18 | 27 | -9  |
| 17º | Ferrocarril Midland  | 16  | 17 | 3  | 7  | 7  | 17 | 21 | -4  |
| 18º | Talleres (RE)        | 11  | 17 | 1  | 8  | 8  | 12 | 20 | -8  |

|  | Se consagró campeón del Torneo Apertura. |

## Torneo Clausura
| Pos | Equipo               | Pts | PJ | PG | PE | PP | GF | GC | Dif |
| --- | -------------------- | --- | -- | -- | -- | -- | -- | -- | --- |
| 1º  | Defensa y Justicia   | 33  | 17 | 9  | 6  | 2  | 23 | 8  | 15  |
| 2º  | San Miguel           | 32  | 17 | 9  | 5  | 3  | 34 | 13 | 21  |
| 3º  | Tigre                | 31  | 17 | 9  | 4  | 4  | 30 | 19 | 11  |
| 4º  | Deportivo Laferrere  | 29  | 17 | 7  | 8  | 2  | 27 | 19 | 8   |
| 5º  | Dock Sud             | 28  | 17 | 7  | 7  | 3  | 24 | 15 | 9   |
| 6º  | El Porvenir          | 28  | 17 | 7  | 7  | 3  | 19 | 16 | 3   |
| 7º  | Colegiales           | 27  | 17 | 8  | 3  | 6  | 28 | 27 | 1   |
| 8º  | Deportivo Armenio    | 26  | 17 | 7  | 5  | 5  | 25 | 20 | 5   |
| 9º  | San Telmo            | 25  | 17 | 6  | 7  | 4  | 28 | 17 | 11  |
| 10º | Defensores Unidos    | 22  | 17 | 5  | 7  | 5  | 19 | 22 | -3  |
| 11º | Leandro N. Alem      | 22  | 17 | 6  | 4  | 7  | 15 | 19 | -4  |
| 12º | Argentino de Quilmes | 20  | 17 | 5  | 5  | 7  | 26 | 27 | -1  |
| 13º | Talleres (RE)        | 19  | 17 | 4  | 7  | 6  | 21 | 22 | -1  |
| 14º | Argentino de Rosario | 15  | 17 | 3  | 6  | 8  | 19 | 28 | -9  |
| 15º | Ferrocarril Midland  | 15  | 17 | 4  | 3  | 10 | 15 | 32 | -17 |
| 16º | Tristán Suárez       | 14  | 17 | 3  | 5  | 9  | 12 | 26 | -14 |
| 17º | Atlético Campana     | 13  | 17 | 3  | 4  | 10 | 15 | 35 | -20 |
| 18º | Def. de Belgrano     | 11  | 17 | 2  | 5  | 10 | 14 | 29 | -15 |

|  | Se consagró campeón del Torneo Clausura. |

## Final
Se disputó a doble partido, haciendo como local en primer lugar el campeón del Torneo Apertura y en la vuelta el campeón del Torneo Clausura.
| Tristán Suárez                                                                         | 1 - 1 | Defensa y Justicia | Ciudad de Quilmes | 22 de junio |
| Defensa y Justicia                                                                     | 2 - 1 | Tristán Suárez     | Ciudad de Quilmes | 28 de junio |
| Global: 3 - 2. Defensa y Justicia se coronó campeón y ascendió a la Primera B Nacional |       |                    |                   |             |

## Tabla de posiciones final
| Pos | Equipo                 | Pts | PJ | G  | E  | P  | GF | GC | DIF |
| --- | ---------------------- | --- | -- | -- | -- | -- | -- | -- | --- |
| 1º  | Defensa y Justicia     | 62  | 34 | 16 | 14 | 4  | 44 | 23 | 21  |
| 2º  | San Miguel             | 58  | 34 | 16 | 10 | 8  | 54 | 26 | 28  |
| 3º  | Tigre                  | 58  | 34 | 18 | 7  | 9  | 57 | 37 | 20  |
| 4º  | El Porvenir            | 56  | 34 | 14 | 14 | 6  | 38 | 31 | 7   |
| 5º  | Deportivo Laferrere    | 53  | 34 | 13 | 14 | 7  | 44 | 34 | 10  |
| 6º  | Dock Sud               | 48  | 34 | 12 | 12 | 10 | 44 | 43 | 1   |
| 7º  | Leandro N. Alem        | 48  | 34 | 12 | 12 | 10 | 30 | 29 | 1   |
| 8º  | Tristán Suárez         | 48  | 34 | 13 | 9  | 12 | 38 | 42 | -4  |
| 9º  | San Telmo              | 47  | 34 | 11 | 14 | 9  | 44 | 34 | 10  |
| 10º | Deportivo Armenio      | 44  | 34 | 11 | 11 | 12 | 43 | 37 | 6   |
| 11º | Colegiales             | 44  | 34 | 11 | 11 | 12 | 46 | 54 | -8  |
| 12º | Defensores Unidos      | 40  | 34 | 9  | 13 | 12 | 32 | 42 | -10 |
| 13º | Argentino de Rosario   | 38  | 34 | 9  | 14 | 11 | 39 | 43 | -4  |
| 14º | Argentino de Quilmes   | 37  | 34 | 8  | 13 | 13 | 44 | 47 | -3  |
| 15º | Ferrocarril Midland    | 31  | 34 | 7  | 10 | 17 | 32 | 53 | -21 |
| 16º | Atlético Campana       | 31  | 34 | 6  | 13 | 15 | 27 | 52 | -25 |
| 17º | Talleres (RE)          | 30  | 34 | 5  | 15 | 14 | 33 | 42 | -9  |
| 18º | Defensores de Belgrano | 29  | 34 | 5  | 14 | 15 | 31 | 51 | -20 |

|  | Campeón y primer ascenso al ganar la final.                                          |
|  | Clasificado a las semifinales del reducido como perdedor de la final por el ascenso. |
|  | Clasificados a cuartos de final del reducido por el ascenso.                         |

## Torneo reducido
El equipo que figura arriba en cada serie es el que hizo de local en el partido de vuelta y contaba con ventaja deportiva, por estar ubicado en una mejor posición en la Tabla de Posiciones final de la temporada.
|  | Cuartos de final         | Cuartos de final         | Cuartos de final         |   |            | Semifinales      | Semifinales      | Semifinales      |  |  | Final             | Final             | Final             |
|  | 28 de junio y 5 de julio | 28 de junio y 5 de julio | 28 de junio y 5 de julio |   |            | 12 y 19 de julio | 12 y 19 de julio | 12 y 19 de julio |  |  | 10 y 16 de agosto | 10 y 16 de agosto | 10 y 16 de agosto |
|  |                          |                          |                          |   |            |                  |                  |                  |  |  |                   |                   |                   |
|  | San Miguel               | 1                        | 0                        |   |            |                  |                  |                  |  |  |                   |                   |                   |
|  | Leandro N. Alem          | 0                        | 1                        |   |            |                  |                  |                  |  |  |                   |                   |                   |
|  | Leandro N. Alem          | 0                        | 1                        |   | San Miguel | 2                | 4                |                  |  |  |                   |                   |                   |
|  |                          |                          |                          |   | San Miguel | 2                | 4                |                  |  |  |                   |                   |                   |
|  |                          | El Porvenir              | 1                        | 0 |            |                  |                  |                  |  |  |                   |                   |                   |
|  | El Porvenir              | El Porvenir              | 1                        | 0 | 2          | 1                |                  |                  |  |  |                   |                   |                   |
|  | El Porvenir              |                          |                          |   | 2          | 1                |                  |                  |  |  |                   |                   |                   |
|  | Deportivo Laferrere      | 0                        | 3                        |   |            |                  |                  |                  |  |  |                   |                   |                   |
|  |                          |                          |                          |   |            |                  |                  |                  |  |  | San Miguel        | 1                 | 3                 |
|  |                          |                          | Dock Sud                 | 1 | 1          |                  |                  |                  |  |  |                   |                   |                   |
|  | Tristán Suárez           |                          |                          |   |            |                  |                  |                  |  |  |                   |                   |                   |
|  |                          |                          |                          |   |            |                  |                  |                  |  |  |                   |                   |                   |
|  |                          | Tristán Suárez           | 0                        | 0 |            |                  |                  |                  |  |  |                   |                   |                   |
|  |                          |                          |                          | 0 |            |                  |                  |                  |  |  |                   |                   |                   |
|  |                          | Dock Sud                 | 0                        | 2 |            |                  |                  |                  |  |  |                   |                   |                   |
|  | Tigre                    | Dock Sud                 | 0                        | 2 | 2          | 0                |                  |                  |  |  |                   |                   |                   |
|  | Tigre                    |                          |                          |   | 2          | 0                |                  |                  |  |  |                   |                   |                   |
|  | Dock Sud                 | 3                        | 3                        |   |            |                  |                  |                  |  |  |                   |                   |                   |

San Miguel ganó el reducido y ascendió a la Primera B Nacional

## Tabla de descenso
La confección del tabla de descenso en esta temporada, al igual que en la anterior, tuvo una particularidad. Como en la temporada 1994/95 aún se otorgaban 2 puntos por partido ganado en lugar de 3 se realizó la Tabla de Promedios teniendo en cuenta este criterio, ya que existía una desventaja entre los equipos que habían participado del campeonato antes mencionado y los que no. Por eso, como se puede observar, los puntajes correspondientes a la presente temporada no coinciden con los de la Tabla de Posiciones Final sino los que cada equipo hubiera tenido en caso de que cada victoria valiera 2 puntos.
| Pos | Equipo               | 1994/95 | 1995/96 | 1996/97 | Pts | PJ  | Promedio |
| --- | -------------------- | ------- | ------- | ------- | --- | --- | -------- |
| 1º  | San Miguel           | 35      | 42      | 42      | 119 | 104 | 1,144    |
| 2º  | Defensa y Justicia   | 41      | 31      | 46      | 118 | 104 | 1,135    |
| 3º  | Tigre                | 36      | -       | 41      | 77  | 68  | 1,132    |
| 4º  | Tristán Suárez       | -       | 40      | 36      | 76  | 70  | 1,086    |
| 5º  | Deportivo Laferrere  | -       | 36      | 40      | 76  | 70  | 1,086    |
| 6º  | Leandro N. Alem      | -       | -       | 36      | 36  | 34  | 1,059    |
| 7º  | San Telmo            | -       | -       | 36      | 36  | 34  | 1,059    |
| 8º  | Dock Sud             | 44      | 27      | 36      | 107 | 104 | 1,029    |
| 9º  | El Porvenir          | 30      | 31      | 42      | 103 | 104 | 0,990    |
| 10º | Colegiales           | -       | -       | 33      | 33  | 34  | 0,971    |
| 11º | Talleres RE          | -       | 41      | 25      | 66  | 70  | 0,943    |
| 12º | Argentino (R)        | 37      | 31      | 30      | 98  | 104 | 0,942    |
| 13º | Argentino de Quilmes | 37      | 31      | 29      | 97  | 104 | 0,933    |
| 14º | Def. de Belgrano     | 36      | 31      | 24      | 91  | 104 | 0,875    |
| 15º | Defensores Unidos    | 30      | 30      | 31      | 91  | 104 | 0,875    |
| 16° | Deportivo Armenio    | 25      | 28      | 33      | 86  | 104 | 0,827    |
| 17° | Atlético Campana     | -       | -       | 25      | 25  | 34  | 0,735    |
| 18º | Ferrocarril Midland  | -       | -       | 24      | 24  | 34  | 0,706    |

|  | Descendió a la Primera C. |